# 赤人 (イラストレーター)
赤人（あかひと、4月24日 - ）は、日本のイラストレーター・漫画家。男性。大阪府出身。

## 作品リスト

### アダルトゲーム
- 『おねむりしすたー』 （2004年12月、わんこソフト：原画）[2]
- 『がんばりどーたー』 （2005年6月、わんこソフト：原画）[2]
- 『ちびちびフィアンセ』 （2007年12月[3]、Norn：原画）
- 『ダークエルフ・プレグナント』 （2008年12月[4]、Norn：原画）
- 『RGH～恋とヒーローと学園と～』 （2010年3月[5]、Chien：キャラクターデザイン2名）

### ゲーム
- 『桃色大戦ぱいろん』 （2008年9月 - 2015年12月、extreme：一部キャラクターデザイン）

### 小説挿絵
- 『ばけらの!』 （2008年9月 - 2009年1月、著：杉井光、GA文庫、全2巻）
- 『らでぃかる☆ぷりんせす!』 （2009年1月 - 2009年8月、著：周防ツカサ、電撃文庫、全3巻）
- 『ストロベリーフィールドへようこそ!』 （2011年1月 - 2011年4月、著：野島けんじ、GA文庫、全2巻）
- 『魔王なあの娘と村人A』 （2011年5月 - 2016年11月、著：ゆうきりん、電撃文庫、全11巻）
- 『クラスメイト・コレクション -僕のクラスは生徒がいない-』 （2013年5月 - 2013年7月、著：森田季節、GA文庫、全2巻）
- 『ブサイクですけど何か?』 （2016年1月 - 2016年5月、著：黒峰シハル、ファミ通文庫、全2巻）

### 著書
- 『キャラクターをつくろう! CG彩色テクニック 2』[6] （2005年10月発売、ビー・エヌ・エヌ新社、ISBN 4-86100-351-2）

### 単行本
1. 『No girls no life』（2012年2月23日発売[7]、マックス〈ポプリコミックス〉 ISBN 978-4-86379-062-9）
2. 『LIKE A FLOWER』（2014年6月25日発売[8]、ジーオーティー〈キャノプリCOMICS〉 ISBN 978-4-86084-919-1）